# 루팡 3세: 풍마 일족의 음모
루팡 3세: 풍마 일족의 음모(ルパン三世 劇場版 風魔一族の陰謀, Lupin III The Plot of the Fuma Clan)는 일본에서 제작된 오제키 마사유키 감독의 1987년 애니메이션, 액션, 모험 영화이다. 후루카와 토시오 등이 주연으로 출연하였다.

## 출연

### 주연
- 후루카와 토시오
- 긴가 반죠

### 조연
- 코야마 마미
- 시오자와 카네토
- 카토 세이조

## 제작진
- 원작자: 몽키 펀치